# Christuskirche (Erxleben)

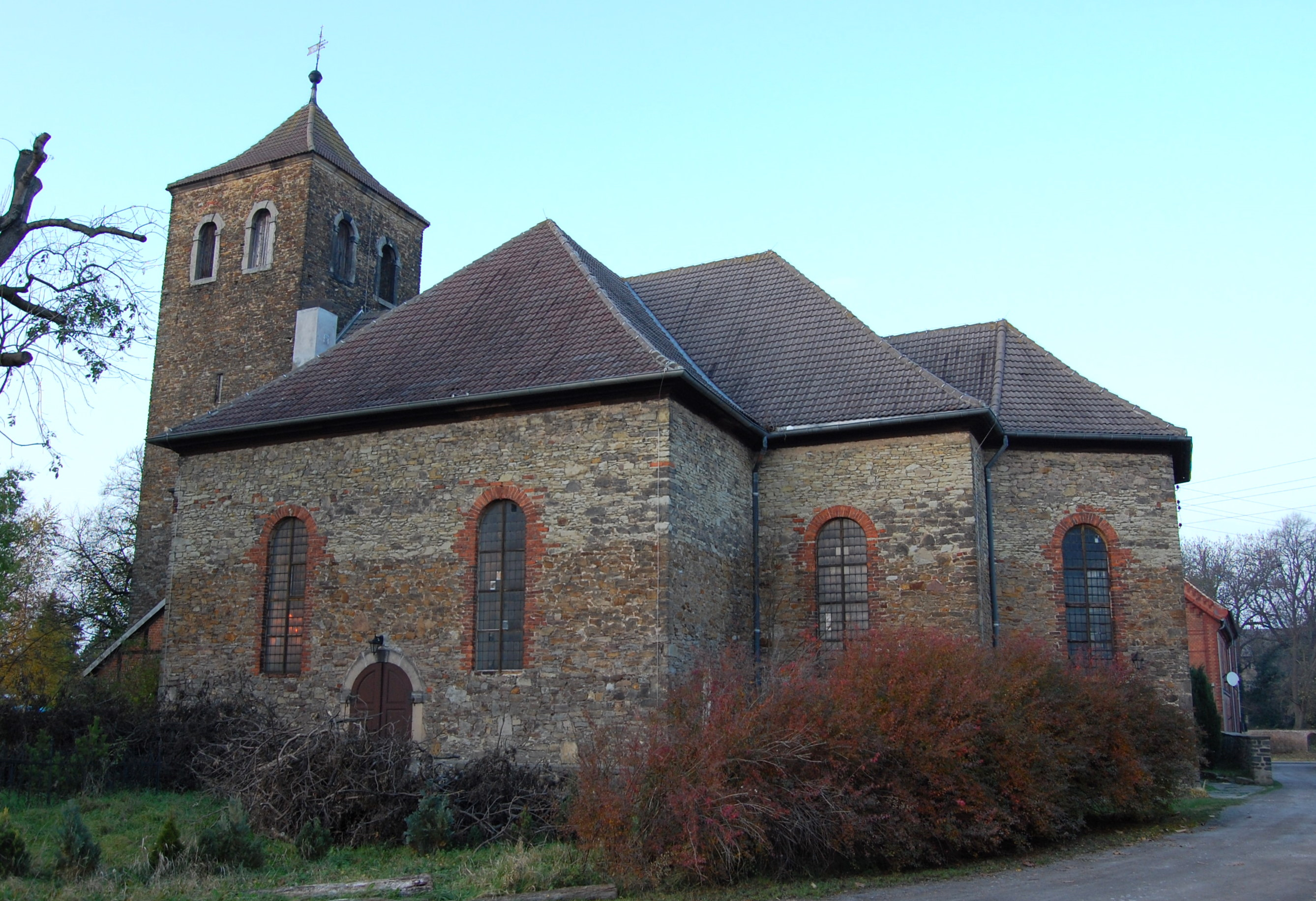
Christuskirche

Die Christuskirche ist die evangelische Kirche des Dorfes Erxleben in Sachsen-Anhalt.

## Architektur und Geschichte
Die Kirche entstand 1716 an der Stelle eines älteren Vorgängerbaus. Von dieser älteren Kirche ist an der Nordwestseite ein Eckbinder mit der Inschrift 1584 erhalten. Die Entwürfe zur Kirche stammten vermutlich aus dem Umfeld des Braunschweiger Landbaumeister Hermann Korb. Ursprünglich trug die Kirche den Namen St. Godehard.
Die Kirche entstand auf kreuzförmigen Grundriss und wurde aus Bruchsteinen erbaut. Das Kirchenschiff verfügt über einen dreiseitigen östlichen Abschluss. An der Westseite befindet sich der Kirchturm mit rechteckigem Grundriss. Der Kirchturm ist halb so breit wie das Kirchenschiff. An seiner Südseiten besteht ein Aufgang zur Empore.
Das Kircheninnere wird von einer flachen Decke überspannt. Die Kreuzarme sind  jeweils durch zwei hölzerner, rechteckige Pfeiler vom Längsschiff getrennt. Die Pfeiler verfügen über eine reiche Profilierung und ionische Kapitelle.
Die Ausstattung stammt einheitlich aus der 1. Hälfte des 18. Jahrhunderts und wurde aus Kiefernholz gefertigt. Sowohl die Kanzel als auch die niedrige Altarwand wurden nach einer Inschrift im Jahr 1733 durch Maria Theresia Scalless gestiftet. Die Kanzel ist achteckig und ruht auf einem rechteckigen Stütze. Oberhalb der Kanzel befindet sich der Schalldeckel mit einer freischwebenden, den Heiligen Geist symbolisierenden Taube. Eine ovales Gemälde, Salvator mundi darstellend, ist auf die Rückwand der Kanzel aufgebracht. Nach der Signierung entstand es 1736 durch C. A. Osten. Auf dem Altarblatt befindet sich eine von E. Osten signierte Golgathadarstellung. Vor dem Altarblatt befindet sich ein hölzernes Kruzifix. Das Kirchengestühl stammt aus der Zeit um 1720.
Der Taufstein stammt bereits aus dem 17. Jahrhundert. Der in Form eines Kelches elliptisch gestaltete Taufstein steht in der des Raums und ist mit Akanthus- und Eierstabdekor verziert.
An der Westseite befindet sich die Herrschaftsloge. Sie ist prächtig gestaltet und mit Pilastern gegliedert. Sie verfügt über Segmentbogenfenster. Oberhalb der Loge befindet sich die Orgelempore.
Im Jahr 1903 erfolgte eine Erneuerung der Innenausmalung. 1999/2000 fand eine Instandsetzung statt.

## Pfarrhaus
Auch das Pfarrhaus ist denkmalgeschützt. Es entstand in Fachwerk- und Bruchsteinbauweise in der zweiten Hälfte des 17. Jahrhunderts. Veränderung erfolgten im 19. Jahrhundert. Bemerkenswert ist ein reich gestalteter Fachwerkgiebel mit Rautenkreuzen, Andreaskreuzen und aus Backstein im 19. Jahrhundert erstellten Zierausfachungen.